# ArtApp
ArtApp è una rivista d'arte e cultura italiana con cadenza semestrale, 2 numeri all'anno, fondata nel 2009 dall'architetto Edoardo Milesi.

## Storia

### Il Festival degli Appetiti e il primo formato
Nel 2008 l'architetto Edoardo Milesi, sul fiorire di festival di vario orientamento nelle principali città italiane, propose per la città di Bergamo una manifestazione di ampio respiro culturale in grado di ibridare diverse forme d'arte e che spaziasse dalla musica alla moda al cinema, all'architettura e all'arte in generale. Il Festival degli Appetiti di Bergamo voleva inserirsi quindi in un generale fenomeno di "appetito culturale" proponendo momenti di confronto sui vari temi dell'arte intesa come motore di comportamenti e spinta sociale. A margine di ciò fu ideata una pubblicazione che incarnasse lo spirito multidisciplinare dell'evento e che potesse contenere e divulgare i temi affrontati durante le giornate del festival. Nacque così il numero pilota della rivista con il nome ArtApp (da appetiti d'arte). Il numero 0, uscito nel dicembre 2008 e mai distribuito ufficialmente, era sottotitolato Nuovi appetiti e conteneva già tutte le caratteristiche principali che avrebbero contraddistinto i numeri successivi come l'ibridazione tra le diversi arti, l'impronta divulgativa a stampo scientifico, temi interdisciplinari, la ricerca di contenuti inediti, una grafica e un formato caratterizzanti.
Il 18 giugno 2009 esce il primo numero monotematico edito da Archos e diretto da Edoardo Milesi con direttore responsabile e art director il giornalista e pubblicitario Aurelio Candido. Il primo tema di ArtApp è quello dell'Arte pubblica, declinato dagli autori nelle varie forme dell'arte. La declinazione del tema principale sarà una caratteristica che da qui in avanti segnerà l'intero percorso editoriale del cartaceo. Per i successivi 12 numeri ArtApp viene pubblicato a cadenza quadrimestrale mantenendo un formato tabloid (260x380 mm) e testi in sola lingua italiana. La nuova rivista viene distribuita sul territorio italiano con spedizione in abbonamento o attraverso i vari eventi, convegni e presentazioni organizzati dalla redazione e dal comitato scientifico che negli anni annovera, fra i suoi membri, personalità del mondo dell'arte, dell'architettura e del design italiano quali Michelangelo Pistoletto, Gianriccardo Piccoli, Giovanni Cutolo e altri.
Tra il 2010 e il 2011 la rivista ArtApp organizza e coordina i Venerdì dell'Architettura di Boario Terme, ciclo di convegni sull'architettura contemporanea e sostenibile. Tra i relatori presenti anche l'architetto irlandese e Premio Pritzker Shelley McNamara.
Nel 2012 ArtApp, in collaborazione con l'ANCI, ha organizzato presso il Monastero di Siloe in provincia di Grosseto il Festival degli Appetiti, una serie di conferenze, performance, dibattiti e laboratori progettuali su bando internazionale per formare e favorire la circuitazione nazionale e internazionale di giovani creativi, delle loro opere e delle energie nuove che ne derivano. Sullo spirito della rivista, nei giorni dell'evento si sono svolti workshop residenziali, lectio magistralis, tavole rotonde, performance, concerti, proiezioni cinematografiche e spettacoli teatrali. Il Festival è stato riproposto nel 2024 in collaborazione con la Scuola Permanente dell'Abitare e l'Agenzia nazionale per le nuove tecnologie, l'energia e lo sviluppo economico sostenibile.

### Il nuovo formato
Nel 2013 ArtApp esce in un nuovo formato con dimensioni ridotte rispetto al precedente (248x300 mm). Anche la periodicità delle uscite cambia passando da quadrimestrale a semestrale, 2 numeri l'anno, rispettivamente un'uscita estiva e una invernale. Con il nuovo formato, la rivista vede aumentare il numero delle sue pagine passando da 32 a 88 e gli articoli, prima solo in lingua italiana, ora sono affiancati da un abstract a fronte in inglese che ne riassume il contenuto. Il primo di questa nuova formula è il numero 13 dedicato all'arte e alla cultura del mediterraneo.
Sempre in questo anno viene presentato a Bologna il progetto ArtApp 2.0 con la volontà di ampliare la diffusione dei contenuti della rivista sul web tramite un nuovo sito internet. La nuova piattaforma avrebbe accolto, oltre ad abstract di articoli già pubblicati sulle uscite precedenti, anche tutti quei contributi che, per ragione di spazio, non riuscivano ad essere pubblicati sulla versione cartacea.
Dal 2019 la rivista è accreditata presso il Ministero dell'istruzione e del merito quale mezzo di supporto alla ricerca scientifica e all'innovazione ed è presente nell'elenco del database CINECA.
Da luglio 2022 il giornalista Valter Vecellio entra a far parte della redazione di ArtApp succedendo ad Aurelio Candido come nuovo direttore responsabile della rivista.

### Dalla stampa al web
Nel 2017, sulla spinta di un crescente archivio di inediti, viene aperto il nuovo sito della rivista con una sezione denominata ArtApp Plus dedicata ai primi contenuti online. Nel 2020 la denominazione Plus viene abbandonata e il sito trasformato, ampliando la piattaforma di divulgazione e informazione. Nasce così la versione online di ArtApp magazine.
Dal 2021 i numeri cartacei della rivista sono disponibili anche in formato digitale attraverso il sito internet.

### ArtApp Artist Contest
Nel 2016 ArtApp, in collaborazione con l'associazione culturale Scuola Permanente dell'Abitare, ha indetto la prima edizione di ArtApp Artist Contest, concorso internazionale a partecipazione gratuita volto a riservare una pagina pubblicitaria della rivista all'opera di un artista, fotografo, designer o performer giudicata più rappresentativa del tema del numero in uscita. Le forme d'arte in concorso potevano comprendere il disegno, la pittura, la fotografia, la grafica, la scultura, il fumetto, il design, installazioni e performance. Nel 2017 una selezione di opere partecipanti alla prima edizione del concorso sono state esposte in una mostra dedicata presso l'ex convento di Sant'Agostino a Montalcino. Nello stesso anno viene indetta la seconda edizione del Contest con il tema L'Utopia, riproposto poi anche l'anno successivo con due edizioni sui temi del Luogo e del Segno. Nel 2024 si è tenuta la quinta edizione con il tema Intelligenza e Ecologia.
| Anno | Edizione    | Tema                    | Opera vincitrice  | Forma d'arte  | Autore               | Nazionalità |
| ---- | ----------- | ----------------------- | ----------------- | ------------- | -------------------- | ----------- |
| 2016 | 1ª edizione | La Porta                | Sguardi           | Fotografia    | Loriano Bigi         | Italia      |
| 2017 | 2ª edizione | L'Utopia                | Heimatlos         | Scultura      | Keizo Mori           | Giappone    |
| 2018 | 3ª edizione | Il Luogo                | Naturografie      | Installazione | Roberto Ghezzi       | Italia      |
| 2018 | 4ª edizione | Il Segno                | Impronte digitali | Pittura       | Claudio Sapienza     | Italia      |
| 2024 | 5ª edizione | Intelligenza e Ecologia | Il sale del tempo | Installazione | Mariangela De Nigris | Italia      |

## Piano editoriale
La rivista cartacea viene pubblicata a cadenza semestrale. Ogni numero è monotematico. L'argomento è scelto anticipatamente dalla redazione e delineato attraverso l'editoriale scritto dal direttore e distribuito mediante il comitato scientifico. Il tema principale viene poi declinato dagli autori attraverso contributi liberi nelle varie discipline dell'arte, della tecnica, della filosofia e della scienza.
A differenza di quanto avviene per la rivista cartacea, il piano editoriale della versione online è libero e non segue alcun argomento prestabilito dalla redazione.

## Collaboratori
Nel corso degli anni la rivista ArtApp ha avuto come collaboratori editoriali artisti, architetti, designer, storici e critici italiani e internazionali, tra questi: Daniele Abbado, Beppe Bornaghi, Moni Ovadia, Arturo Carlo Quintavalle, Paolo Riani, Paolo Scarpi, Peter Schneider, Leonardo Servadio, Sergio Staino. Inoltre diversi protagonisti del mondo dell'arte, della fotografia e della grafica hanno prestato le loro opere per la creazione delle copertine di ArtApp, tra questi: David LaChapelle, Giuseppe Bartolini, Giovanni Chiaramonte.

## Inserti
- La Divina Proportione - Atti del Convegno - inserto speciale gratuito al numero 8/2011 Il Suono
- La politica dell'architetto in 10 anni di ArtApp - inserto speciale gratuito al numero 22/2019 Il Colore